# 轉生學園月光錄
《轉生學園月光錄》是由Asmik Ace Entertainment發售的PlayStation 2學園傳奇冒險遊戲。原於2006年10月26日發售，但因品質測試而延期至2006年11月22日發售。《轉生學園幻蒼錄》的續篇，故事發生在幻蒼錄的5年後，幻蒼錄的角色亦會於本作登場。人物設計是岩崎美奈子。

## 登場人物

### 月詠學院高等部

#### 戰鬥角色
草凪 八雲（くさなぎ やくも）（配音：櫻井孝宏）
主角。就讀天照館二年貳組，從天照館以交換生的身份轉往月詠學院。武器是木刀。魂神為白鳥（しらとり），繼承伊吹（いぶき）之名。
結崎 亮（ゆうざき りょう）（配音：鈴村健一）
就讀二年B組。SG課程的成員。性格非常熱血，與主角青梅竹馬，以古武術來戰鬥，魂神為炎虎（えんこ）。
館脇 道文（たてわき みちふみ）（配音：櫻井孝宏）
就讀二年B組。SG課程的成員。從外表就可知道是個高材生，擅長使用指環等西洋魔術，以注入魔力的手鎗為武器。魂神為深淵的魔術師（しんえんのまじゅつし）。
天草 理緒（あまくさ りお）（配音：植田佳奈）
就讀二年B組。SG課程的成員。嬌蠻性格的少女。穿著牛仔靴，武器是撲克牌，魂神為消失的使徒（きえゆくしと）。
劍持 昴生（けんもち こうせい）（配音：保志總一朗）
就讀二年B組。SG課程的成員。冷酷的劍士，武器是日本刀。比別人更加討厭天魔，魂神は銀牙（ぎんが）。
深山木 光（みやまぎ ひかる）（配音：吉川友佳子）
就讀二年B組。在SG課程負責製造氣氛，稱呼館脇為「小道（ミッチー）」。武器是弓。魂神為鵺（ぬえ）。
舞坂 操（まいさか みさお）（配音：澤城美雪）
就讀三年C組。穿著胸口開得很大，裙子很大膽的校服，SG課程的諮詢人。武器是扇子和鈴。魂神為水風（みずかぜ）。
姫宮 夕（ひめみや ゆう）（配音：釘宮理惠）
就讀一年B組。SG課程的成員，姫宮家的養女。她的過去是一個迷，沒有魂神，戰鬥時會變身為天魔尤（ゆう）。

#### 非戰鬥角色
七瀬 由紀（ななせ ゆき）（配音：中原麻衣）
就讀二年B組。非常普通的和善少女，對SG課程等全不知道。與主角、結崎、館脇、深山木同屬於電影研究部。
伊達 槇三郎（だてまき さぶろう）（配音：岸祐二）
就讀三年C組。雖然外表看來恐怖，但其實非常溫柔。電影研究部部長。
木之下 陽子（きのした ようこ）（配音：幡宮かのこ）
月詠學院購買部店員。不知為何常穿女傭裝。
伊地知 幹夫（いじち みきお）（配音：上田陽司）
就讀二年B組。屬於攝影部，性格稍微好色。
水守 香奈（みずもり かな）（配音：城雅子）
二年B組的班主任兼電影研究部顧問。性格大方。

### 天照館高等学校

#### 戰鬥角色
南宮 京香（なんぐう きょうか）（配音：志村由美）
就讀二年伍組。天照館高校的總代表兼學生自治執行部。武器是薙刀。魂神為妖姬（ようき）。
水間 谷桔梗（みまたに ききょう）（配音：今井麻美）
就讀二年伍組。執行部門的參事並支撐著南宮京香。。武器是大太刀。魂神為浪（なみ）。
仁科 麒一（にしな きいち）（配音：下野紘）
就讀一年壹組。不夠細心的少年，但是是忍者的後裔。武器是忍者刀。魂神為丸(まる)。

### 前作登場人物

#### 戰鬥角色
京羅樹 崇志（きょうらぎ たかし）（配音：鳥海浩輔）
月詠學院SG課程的専任教官（但沒有教師執照）。他破舊的愛車因為像快得消失而被學生們稱為「流星號」。魂神為因陀羅（インドラ）。
若林 誠（わかばやし まこと）（配音：上田祐司）
天照館高校的執行部兼劍術部的顧問教師。任教二年貳組。魂神為大和（やまと）。
鷹取祥悟(たかとり しょうご）（配音：藤田圭宣）
原天照館高校總代表。由於前任是九條，所以前作也只是稍微登場。鎮守人的隊長。魂神為凍土（いてつち）。
九条綾人（くじょう あやひと）（配音：檜山修之）
原天照館高校總代表。被認為在前作中戰死，只要有前作的存檔就會登場。魂神為風天丸（ふうてんまる）。

#### 非戰鬥角色
伊波飛鳥（いなみ あすか）（配音：鳥海浩輔）
前作的主角。與九條一起行動。
紫上 結奈（しのかみ ゆいな）（配音：又吉愛）
原天照館高校總代表。拒絕成為九條家的繼女，現過著隱居生活。
一之瀬 伽月（いちのせ かづき）（配音：川上倫子）
被菊宮彩女託付打理「菊宮堂」的店長代理。
那須乃 美沙紀（なすの みさき）（配音：榎本温子）
天照館高校的教師與鄉司的近侍，性格仍舊。
真田琴音（さなだ ことね）（配音：齋藤千和）
大學生。外表比5年前成長，但其實沒太大改變。
寶藏院鼎（ほうぞういん かなえ）（配音：長嶝高士）
長槍術流派寶藏院派的師範代表。Skinhead髮型。
飛河 薙（ひかわ なぎ）（配音：綠川光）
生物化學研究所的研究生。
姫宮 伊織（ひめみや いおり）（配音：佐久間紅美）
她的父母重建了前作毀滅的月詠學院，所以以22歲就成為年輕的學院長。
御神 晃（みかみ こう）（配音：小野坂昌也）
月詠學院一年B組副班主任與SG課程的教師。因為恐防力量暴走，所以與京羅樹不一同作戰。
鳳翔 凛（ほうしょう りん）（配音：浅川悠）
神祇廳的專職審議官。向SG課程提供情報。
石見隼人（いわみ はやと）（配音：望月健一）
天照館高校2年主任教諭。
山吹夏子（やまぶき なつこ）（配音：今井麻美）
天照館高校3年主任教諭。
大津勝彦（おおつ かつひこ）（配音：宮田浩德）
天照鄉的鄉司及天照館高級中學的名譽理事長。

### 其他登場人物
帝 梨河（みかど りか）（配音：野中カオリ）
赤坂神宮巫女。外表看來像小孩，年齡不詳。
白面（配音：齋藤千和）
吳羽（配音：山田美穗）
羅生（配音：望月健一）
大嶽丸（おおたけまる）（配音：綠川光）

## 主要製作人員
- 原作　東番洲
- 製作人　和田俊輔
- 導演　土生貴博
- 劇本　村山吉隆
- 人物設計　岩崎美奈子
- 音樂　櫻庭統

## 外部連結
- 轉生學園月光錄 公式官方網頁